# Весільний танок (картина Брейгеля)
«Весільний танок» (нід. De bruiloft dans, англ. The Wedding Dance) — картина фламандського художника Пітера Брейгеля Старшого; написана в 1566 році. Картина належить Детройтському інституту мистецтв. Написана олією по дереву, розмір — 119,4 × 157,5 см. Також вживається назва «Весільний танок на відкритому повітрі».

## Опис
На картині «Весільний танок» зображено веселощі, які панують на багатолюдному селянському весіллі. Всього на картині можна нарахувати 125 осіб. Картина написана яскравими, контрастними фарбами.
Значна частина простору картини зайнята зображенням танцівників, серед яких наречена в чорній сукні, відповідно до традицій того часу. Вдалині між деревами висить полотнище, до якого прироблений шлюбний вінець. Ліворуч на задньому плані видно канави, викопані, щоб послужити як столи і сидіння для гостей.
Як і на інших картинах Брейгеля, багато фігур показані в сатиричному стилі. Відзначається певна тенденція до "вуайєризму" — зокрема, при зображенні людей, які цілуються й обіймаються. Збудження деяких селян, зображених на передньому плані, підкреслено збільшеним розміром гульфиків — деталей чоловічого одягу, що покривають геніталії. 

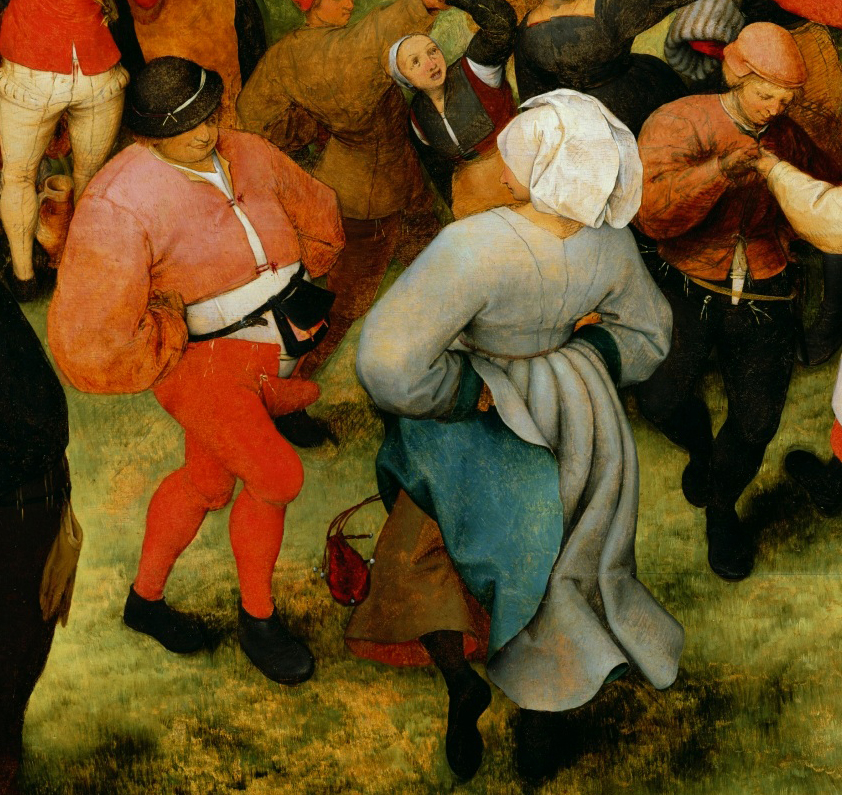
Лівий нижній фрагмент картини
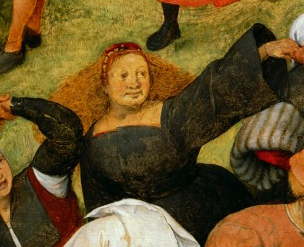
Наречена (фрагмент картини)
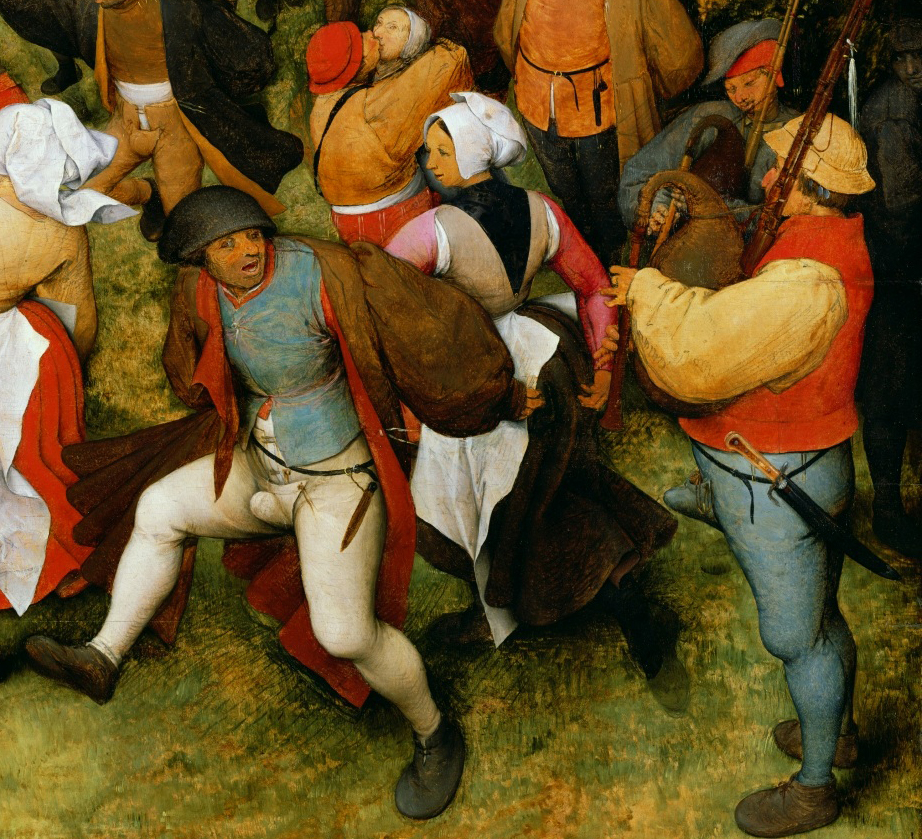
Правий нижній фрагмент картини

## Історія
Вважають, що картина «Весільний танок», написана в 1566 році, є частиною серії з трьох творів Брейгеля, до якої також відносять картини " Селянське весілля " (1567 або 1568) та " Селянський танок " (1569) .
Картина тривалий час вважалася втраченою, доки в 1930 році її не виявив на одному з лондонських розпродажів Вільгельм Валентинер (Wilhelm Valentiner, відомий у США як William R. Valentiner — Вільям Валентинер), що був на той час директором Детройтського інституту мистецтв . Валентинер придбав її для музею за 36 тисяч доларів (близько 500 тисяч доларів, якщо перевести в ціни 2013 року). На тепер ця картина вважається одним із найцінніших експонатів музею і оцінюється в 100 мільйонів доларів .
Відомі випадки «цензури», пов'язані з фривольністю зображень танцюючих селян. Наприклад, поліція Пітсфілда (штат Массачусетс) заборонила продаж випуску журналу Time від 26 листопада 1951 року, де було опубліковано зображення цієї картини . Деякі видавництва, які друкують репродукції цієї картини, також вважають за краще відретушувати «зайві» подробиці .
У зв'язку із банкрутством Детройта аукціонна компанія Christie's зробила оцінку творів мистецтва, які знаходяться у власності міста, результати якої були оголошені у грудні 2013 року . Зокрема, «Весільний танок» Брейгеля був оцінений в 100—200 мільйонів доларів .